# Mad Crasher
Mad Crasher (Mad Crusher au Japon) est un jeu d'arcade dont le type est un mélange entre le shoot them up et le jeu de course créé par SNK et sorti sur borne d'arcade (sur le système Marvin's Maze) en décembre 1984. C'est le premier jeu conçu par SNK en 3D isométrique,,,.